# Harthorne Wingo
Harthorne Nathaniel Wingo (ur. 9 września 1947 w Tryonie, zm. 23 stycznia 2021) – amerykański koszykarz, występujący na pozycji skrzydłowego, mistrz NBA z 1973 roku.

## Osiągnięcia
Na podstawie, o ile nie zaznaczono inaczej.
NBA
- Mistrz NBA (1973)[2]

Inne
- Zdobywca Europejskiego Pucharu Zdobywców Pucharów (1977, 1978)
- Mistrz EBA (1972)
- MVP EBA (1972)